# Benny Behr
Benjamin (Benny) Behr (Groningen, 27 februari 1911 - Hilversum, 16 augustus 1995) was een Nederlands jazzviolist van Joodse afkomst. Vanaf zijn achtste jaar had hij vioolles en vanaf zijn zeventiende speelde hij bij de Groninger Orkest Vereniging (voorloper van het Noordelijk Filharmonisch Orkest). In 1933 richtte hij het orkest De Blue Lyres op, waarin hij zelf altsaxofoon speelde. Vanaf 1937 speelde hij als saxofonist bij Jack de Vries' Internationals met zanger Leo Fuld.

## Tweede Wereldoorlog
De Joodse Benny Behr was getrouwd met een niet-Joodse vrouw, Wien Bouwina Sijtina Havinga. Gemengd-gehuwde Joodse mensen werden vrijgesteld van deportatie naar concentratiekampen of vernietigingskampen. Dit betekende dat in het persoonsbewijs van Benny Behr niet alleen een stempel met de letter J stond, maar ook een Sperr-stempel. Hij was een van de eerste gemengd-gehuwde Joodse mannen die in maart 1944 gedwongen te werk werd gesteld op Fliegerhorst Havelte, een locatie in Drenthe die was uitgekozen door de Duitse bezetter voor de aanleg van een vliegveld. pp. 26; 37.
Benny Behr werd ondergebracht in het barakkenkamp bij De Doeze aan de Hunebeddenweg, dat ook wel het Jodenkamp werd genoemd. p. 5. Er werd muziek gemaakt in het Jodenkamp. Zo was er een strijkkwartet dat onder leiding stond van Benedict Silberman. Zijn broer Rudi Silberman speelde viool, net als Benny Behr. Andere leden waren Joop Cantor (cello) en Leo Blom (altviool).
Benny Behr werd kamerwacht en kon daardoor bij de verlofpasjes komen. Bij verlof zonder toestemming was de straf voor de Joodse mannen echter onmiddellijk transport naar Kamp Westerbork, een doorgangskamp in Drenthe. pp. 27; 37. Toen Benny Behr en nog een paar andere kampgenoten op 28 juli 1944 met door hemzelf uitgeschreven verlofpasjes naar huis gingen, werden ze verraden. Als straf werd Benny Behr op 1 augustus 1944 naar Westerbork overgeplaatst. Er gold voor hem als gemengd-gehuwde Joodse man wel een vrijstelling van transport naar concentratiekampen in Polen. p. 37. Ook in Westerbork bleef hij vioolspelen voor zijn medegevangenen.

## Na de Tweede Wereldoorlog
Vanaf 1945 was hij dertig jaar samen met zijn jeugdvriend Sem Nijveen concertmeester bij het Metropole Orkest van Dolf van der Linden. Met Sem Nijveen vormde hij in 1959 ook een komisch vioolduo onder de naam de Behr-brothers, dat internationale roem verwierf met muzikale acts. Ze traden onder meer op in de shows van Tom Manders.